# Eccellenza Lombardia 2018-2019
Il campionato italiano di calcio di Eccellenza regionale 2018-2019 è il ventottesimo organizzato in Italia. Rappresenta il quinto livello del calcio italiano.
Questi sono i gironi organizzati dal Comitato Regionale della regione Lombardia.

## Stagione

### Avvenimenti
Cambi di denominazione:
- da A.S.D. Verdello Intercomunale a A.S.D. Zingonia Verdellino di Verdellino (BG)
- da A.S.D. Grumellese a A.S.D. Virtus Garda Grumellese di Grumello del Monte (BG)

Rinunce:
- l'A.C. Lumezzane, inizialmente iscritto nel Girone C, l'8 agosto comunica formale rinuncia a tutti i campionati di competenza.
Viene dunque ripescato il Casazza, primo in graduatoria, che va a colmare la vacanza di organico del Girone C.

## Girone A

### Squadre partecipanti
| Club                                | Città                                                | Stadio                                         | Stagione precedente |
| ----------------------------------- | ---------------------------------------------------- | ---------------------------------------------- | ------------------- |
| A.S.D. Accademia Pavese San Genesio | Sant'Alessio con Vialone e San Genesio ed Uniti (PV) | Comunale Carlo-Davide-Giampiero (Sant'Alessio) | 13ª in Eccellenza/A |
| Alcione Milano S.S.D. a r.l.        | Milano                                               | C.S. Kennedy                                   | 12ª in Eccellenza/A |
| A.C. Ardor Lazzate                  | Lazzate (MB)                                         | C.S. Gianni Brera                              | 7ª in Eccellenza/A  |
| A.S.D. Busto 81                     | Busto Arsizio (VA)                                   | Stadio Felice Chinetti (Solbiate Arno)         | 2ª in Eccellenza/A  |
| G.S. Castanese                      | Castano Primo (MI)                                   | C.S. Annibale Sacchi                           | 1ª in Promozione/A  |
| U.S.D. Castellanzese 1921           | Castellanza (VA)                                     | C.S. Giovanni Provasi                          | 6ª in Eccellenza/A  |
| S.S.D. Città di Vigevano s.r.l.     | Vigevano (PV)                                        | C.S. Cavallino Piero Antona                    | 15ª in Eccellenza/A |
| Pol. Fenegrò                        | Fenegrò (CO)                                         | C.S. Comunale                                  | 4ª in Eccellenza/A  |
| C.S.D. Ferrera Erbognone            | Ferrera Erbognone (PV)                               | C.S. Comunale                                  | 1ª in Promozione/F  |
| A.C. Legnano S.S.D. a r.l.          | Legnano (MI)                                         | Stadio Giovanni Mari                           | 5ª in Eccellenza/A  |
| U.S.D. Mariano Calcio               | Mariano Comense (CO)                                 | C.S. Comunale                                  | 7ª in Eccellenza/B  |
| U.S. Sestese Calcio                 | Sesto Calende (VA)                                   | C.S. Alfredo Milano                            | 10ª in Eccellenza/A |
| A.S.D. Union Villa Cassano          | Cassano Magnago (VA)                                 | C.S. Comunale                                  | 8ª in Eccellenza/A  |
| S.S.D. Varese Calcio s.r.l.         | Varese                                               | Stadio Franco Ossola                           | 18ª in Serie D/A    |
| S.S.D. a r.l. Varesina Sport C.V.   | Castiglione Olona e Venegono Superiore (VA)          | C.S. Comunale (Venegono Superiore)             | 17ª in Serie D/A    |
| F.C. Verbano Calcio                 | Besozzo (VA)                                         | C.S. Sergio Marvelli                           | 3ª in Eccellenza/A  |

### Classifica finale
|  | Pos. | Squadra             | Pt | G  | V  | N  | P  | GF | GS | DR  |
|  | ---- | ------------------- | -- | -- | -- | -- | -- | -- | -- | --- |
|  | 1.   | Castellanzese       | 64 | 30 | 20 | 4  | 6  | 56 | 25 | +31 |
|  | 2.   | Fenegrò             | 62 | 30 | 19 | 5  | 6  | 70 | 28 | +42 |
|  | 3.   | Legnano             | 61 | 30 | 18 | 7  | 5  | 55 | 24 | +31 |
|  | 4.   | Verbano             | 58 | 30 | 17 | 7  | 6  | 48 | 28 | +20 |
|  | 5.   | Varesina            | 58 | 30 | 17 | 7  | 6  | 63 | 25 | +38 |
|  | 6.   | Busto 81            | 49 | 30 | 13 | 10 | 7  | 39 | 27 | +12 |
|  | 7.   | Sestese             | 42 | 30 | 11 | 9  | 10 | 29 | 28 | +1  |
|  | 8.   | Ardor Lazzate       | 39 | 30 | 10 | 9  | 11 | 37 | 33 | +4  |
|  | 9.   | Accademia Pavese    | 38 | 30 | 10 | 8  | 12 | 39 | 46 | -7  |
|  | 10.  | Alcione             | 36 | 30 | 10 | 6  | 14 | 42 | 64 | -22 |
|  | 11.  | Mariano             | 36 | 30 | 9  | 9  | 12 | 34 | 48 | -14 |
|  | 12.  | Varese (-11)        | 32 | 30 | 12 | 7  | 11 | 44 | 33 | +11 |
|  | 13.  | Castanese           | 28 | 30 | 7  | 7  | 16 | 37 | 46 | -9  |
|  | 14.  | Union Villa Cassano | 24 | 30 | 7  | 3  | 20 | 25 | 56 | -31 |
|  | 15.  | Città di Vigevano   | 20 | 30 | 5  | 5  | 20 | 24 | 61 | -37 |
|  | 16.  | Ferrera Erbognone   | 9  | 30 | 2  | 3  | 25 | 18 | 88 | -70 |

Legenda:
      Promossa in Serie D.
      Ammessa ai play-off nazionali.
 Ai play-off o ai play-out.
      Retrocessa in Promozione.
Note:
Tre punti a vittoria, uno a pareggio, zero a sconfitta.
In caso di arrivo di due o più squadre a pari punti, la graduatoria verrà stilata secondo la classifica avulsa tra le squadre interessate che prevede, in ordine, i seguenti criteri:
- Punti negli scontri diretti
- Differenza reti negli scontri diretti
- Differenza reti generale
- Reti realizzate in generale
- Sorteggio

### Risultati

#### Tabellone
|                     | APV  | ALC  | ARD  | BUS  | CAS  | CSZ  | CDV  | FEN  | FER  | LEG  | MAR  | SES  | UVC  | VAR  | VSC  | VER  |
| ------------------- | ---- | ---- | ---- | ---- | ---- | ---- | ---- | ---- | ---- | ---- | ---- | ---- | ---- | ---- | ---- | ---- |
| Accademia Pavese    | –––– | 4-1  | 0-0  | 0-2  | 3-3  | 1-3  | 3-2  | 1-3  | 2-0  | 2-3  | 2-1  | 1-1  | 1-0  | 2-2  | 0-2  | 1-3  |
| Alcione             | 1-5  | –––– | 1-2  | 0-1  | 2-1  | 2-3  | 2-0  | 1-0  | 2-1  | 0-1  | 3-2  | 0-3  | 0-5  | 2-2  | 2-2  | 0-0  |
| Ardor Lazzate       | 0-0  | 0-0  | –––– | 0-1  | 2-1  | 1-0  | 3-1  | 2-3  | 5-1  | 1-1  | 1-2  | 0-1  | 2-2  | 1-0  | 2-1  | 1-2  |
| Busto 81            | 3-1  | 3-1  | 1-1  | –––– | 2-0  | 0-0  | 2-1  | 0-2  | 0-0  | 0-0  | 0-0  | 0-0  | 4-0  | 0-4  | 4-3  | 2-2  |
| Castanese           | 0-0  | 3-3  | 0-1  | 1-1  | –––– | 2-3  | 2-0  | 0-2  | 4-0  | 1-3  | 0-0  | 2-1  | 0-1  | 1-0  | 1-1  | 1-2  |
| Castellanzese       | 2-0  | 3-2  | 2-0  | 0-3  | 3-0  | –––– | 2-0  | 4-1  | 3-0  | 0-3  | 1-1  | 3-0  | 2-0  | 3-0  | 0-1  | 0-2  |
| Città di Vigevano   | 0-3  | 0-0  | 3-1  | 1-1  | 1-0  | 1-4  | –––– | 0-3  | 1-0  | 1-2  | 0-1  | 1-3  | 1-2  | 1-2  | 0-3  | 2-3  |
| Fenegrò             | 3-1  | 2-3  | 2-1  | 2-1  | 6-1  | 0-0  | 4-0  | –––– | 6-0  | 0-0  | 2-2  | 2-0  | 3-0  | 3-0  | 1-2  | 3-1  |
| Ferrera Erbognone   | 1-2  | 2-3  | 0-4  | 0-3  | 0-6  | 0-3  | 1-1  | 0-5  | –––– | 0-3  | 1-3  | 0-1  | 3-1  | 0-5  | 0-8  | 0-3  |
| Legnano             | 1-1  | 4-0  | 1-0  | 2-0  | 3-0  | 1-2  | 0-1  | 2-2  | 3-1  | –––– | 1-2  | 2-1  | 2-1  | 0-1  | 1-0  | 2-3  |
| Mariano             | 1-0  | 1-3  | 0-0  | 1-1  | 1-4  | 0-3  | 1-1  | 1-3  | 3-3  | 0-5  | –––– | 0-2  | 1-0  | 0-3  | 3-1  | 1-2  |
| Sestese             | 0-0  | 1-2  | 1-1  | 1-0  | 1-0  | 0-1  | 3-0  | 0-1  | 2-1  | 1-1  | 0-2  | –––– | 2-1  | 0-0  | 0-0  | 0-3  |
| Union Villa Cassano | 1-2  | 0-2  | 2-1  | 0-1  | 2-2  | 0-3  | 1-3  | 0-5  | 1-0  | 0-1  | 1-3  | 2-1  | –––– | 0-2  | 1-3  | 0-0  |
| Varese              | 3-0  | 3-2  | 1-1  | 1-2  | 0-1  | 1-2  | 3-0  | 1-0  | 2-3  | 0-2  | 1-1  | 0-0  | 4-0  | –––– | 0-3  | 0-0  |
| Varesina            | 4-0  | 7-1  | 3-1  | 1-0  | 1-0  | 1-1  | 5-0  | 1-1  | 1-0  | 1-3  | 2-0  | 1-1  | 2-0  | 2-0  | –––– | 1-1  |
| Verbano             | 0-1  | 3-1  | 0-2  | 2-1  | 1-0  | 2-0  | 1-1  | 3-0  | 2-0  | 2-2  | 2-0  | 1-2  | 0-1  | 1-3  | 1-0  | –––– |

### Spareggi

#### Play-off
|  | Semifinali | Semifinali | Semifinali |         |   | Finale  | Finale | Finale |  |
|  |            |            |            |         |   |         |        |        |  |
|  | 2          | Fenegrò    | 1          |         |   |         |        |        |  |
|  | 2          | Fenegrò    | 1          |         |   |         |        |        |  |
|  | 5          | Varesina   | 1          |         |   |         |        |        |  |
|  | 5          | Varesina   | 1          |         | 2 | Fenegrò | 1      |        |  |
|  |            |            |            |         | 2 | Fenegrò | 1      |        |  |
|  |            |            | 3          | Legnano | 2 |         |        |        |  |
|  | 3          | Legnano    | 3          | Legnano | 2 | 1       |        |        |  |
|  | 3          | Legnano    |            |         |   |         |        |        |  |
|  | 4          | Verbano    | 0          |         |   |         |        |        |  |

##### Semifinali
|         | Risultati |          | Luogo e data           |
| ------- | --------- | -------- | ---------------------- |
| Legnano | 1-0       | Verbano  | Legnano, 4 maggio 2019 |
| Fenegrò | 1-1       | Varesina | Fenegrò, 5 maggio 2019 |

##### Finale
|         | Risultati |         | Luogo e data            |
| ------- | --------- | ------- | ----------------------- |
| Fenegrò | 1-2       | Legnano | Fenegrò, 11 maggio 2019 |

#### Play-out
|                     | Risultati |                     | Luogo e data                    |
| ------------------- | --------- | ------------------- | ------------------------------- |
| Union Villa Cassano | 0-2       | Castanese           | Cassano Magnago, 26 maggio 2019 |
| Castanese           | 2-1       | Union Villa Cassano | Castano Primo, 2 giugno 2019    |

## Girone B

### Squadre partecipanti
| Club                            | Città                        | Stadio                        | Stagione precedente |
| ------------------------------- | ---------------------------- | ----------------------------- | ------------------- |
| G.S.D. Arcellasco Città di Erba | Erba (CO)                    | Stadio Lambrone               | 11ª in Eccellenza/B |
| A.S.D. Brugherio Calcio 1968    | Brugherio (MB)               | C.S. Comunale                 | 12ª in Eccellenza/B |
| A.S.D. Calvairate               | Milano (Calvairate)          | C.S. Comunale (Vimodrone)     | 11ª in Eccellenza/A |
| A.S.D. Caprino Calcio           | Caprino Bergamasco (BG)      | C.S. Angelo Stefini           | 10ª in Eccellenza/B |
| U.S.D. CasateseRogoredo         | Casatenovo (LC)              | Stadio Comunale               | 8ª in Eccellenza/B  |
| U.S.D. Cisanese                 | Cisano Bergamasco (BG)       | C.S. Comunale                 | 9ª in Eccellenza/B  |
| A.S.D. R.C. Codogno 1908        | Codogno (LO)                 | Stadio Fratelli Molinari      | 2ª in Promozione/E  |
| G.S.D. Luisiana                 | Pandino (CR)                 | C.S. Comunale                 | 9ª in Eccellenza/C  |
| S.S.D. Mapello a r.l.           | Mapello (BG)                 | C.S. Comunale                 | 13ª in Eccellenza/B |
| A.S.D. NibionnOggiono           | Nibionno e Oggiono (LC)      | Stadio De Coubertin (Oggiono) | 2ª in Eccellenza/B  |
| U.S. Offanenghese A.S.D.        | Offanengo (CR)               | Nuovo Stadio Comunale         | 3ª in Eccellenza/C  |
| A.S.D. Pontelambrese            | Ponte Lambro (CO)            | C.S. Comunale                 | 1ª in Promozione/B  |
| A.S. Sancolombano Calcio        | San Colombano al Lambro (MI) | C.S. Franco Riccardi          | 9ª in Eccellenza/A  |
| A.S.D. Tritium Calcio 1908      | Trezzo sull'Adda (MI)        | Stadio La Rocca               | 1ª in Promozione/E  |
| A.S.D. Vimercatese Oreno        | Oreno di Vimercate (MB)      | C.S. Comunale                 | 5ª in Eccellenza/B  |
| A.S.D. Zingonia Verdellino      | Verdellino e Zingonia (BG)   | C.S. Comunale (Verdellino)    | 4ª in Eccellenza/B  |

### Classifica finale
|       | Pos. | Squadra             | Pt | G  | V  | N  | P  | GF | GS | DR  |
| ----- | ---- | ------------------- | -- | -- | -- | -- | -- | -- | -- | --- |
|       | 1.   | NibionnOggiono      | 72 | 30 | 22 | 6  | 2  | 75 | 19 | +56 |
| [ 7 ] | 2.   | Tritium             | 57 | 30 | 17 | 6  | 7  | 51 | 27 | +24 |
|       | 3.   | Offanenghese        | 54 | 30 | 15 | 9  | 6  | 51 | 32 | +19 |
|       | 4.   | Zingonia Verdellino | 46 | 30 | 12 | 10 | 8  | 45 | 37 | +8  |
|       | 5.   | CasateseRogoredo    | 45 | 30 | 10 | 15 | 5  | 46 | 39 | +7  |
|       | 6.   | Luisiana            | 41 | 30 | 11 | 8  | 11 | 30 | 31 | -1  |
|       | 7.   | Pontelambrese       | 40 | 30 | 10 | 10 | 10 | 41 | 43 | -2  |
|       | 8.   | Vimercatese Oreno   | 40 | 30 | 10 | 10 | 10 | 39 | 43 | -4  |
|       | 9.   | Cisanese            | 39 | 30 | 9  | 12 | 9  | 39 | 39 | 0   |
|       | 10.  | Brugherio           | 38 | 30 | 10 | 8  | 12 | 51 | 51 | 0   |
|       | 11.  | Codogno             | 37 | 30 | 10 | 7  | 13 | 38 | 40 | -2  |
|       | 12.  | Calvairate          | 35 | 30 | 9  | 8  | 13 | 33 | 53 | -20 |
|       | 13.  | Caprino             | 31 | 30 | 6  | 13 | 11 | 31 | 41 | -10 |
|       | 14.  | Mapello             | 27 | 30 | 5  | 12 | 13 | 39 | 54 | -15 |
|       | 15.  | Arcellasco          | 27 | 30 | 5  | 12 | 13 | 38 | 53 | -15 |
|       | 16.  | Sancolombano        | 15 | 30 | 3  | 6  | 21 | 18 | 63 | -45 |

Legenda:
      Promossa in Serie D.
      Ammessa ai play-off nazionali.
 Ai play-off o ai play-out.
      Retrocessa in Promozione.
Note:
Tre punti a vittoria, uno a pareggio, zero a sconfitta.
In caso di arrivo di due o più squadre a pari punti, la graduatoria verrà stilata secondo la classifica avulsa tra le squadre interessate che prevede, in ordine, i seguenti criteri:
- Punti negli scontri diretti
- Differenza reti negli scontri diretti
- Differenza reti generale
- Reti realizzate in generale
- Sorteggio

### Risultati

#### Tabellone
|                     | ARC  | BRU  | CAL  | CAP  | CAS  | CIS  | COD  | LUI  | MAP  | NIB  | OFF  | PON  | SAN  | TRI  | VIM  | ZIN  |
| ------------------- | ---- | ---- | ---- | ---- | ---- | ---- | ---- | ---- | ---- | ---- | ---- | ---- | ---- | ---- | ---- | ---- |
| Arcellasco          | –––– | 2-2  | 1-1  | 1-3  | 2-1  | 0-1  | 2-3  | 0-1  | 2-4  | 0-2  | 3-3  | 1-1  | 1-1  | 0-3  | 1-0  | 2-2  |
| Brugherio           | 1-1  | –––– | 1-2  | 1-0  | 2-3  | 3-2  | 0-3  | 0-1  | 1-3  | 0-1  | 0-0  | 6-0  | 2-3  | 1-0  | 2-2  | 2-1  |
| Calvairate          | 1-0  | 1-3  | –––– | 1-2  | 0-0  | 1-1  | 2-0  | 1-2  | 1-2  | 0-2  | 2-1  | 1-2  | 1-0  | 0-3  | 2-2  | 0-0  |
| Caprino             | 0-2  | 2-3  | 2-0  | –––– | 1-3  | 2-1  | 0-4  | 1-1  | 1-1  | 3-4  | 0-0  | 1-1  | 1-1  | 2-3  | 0-0  | 1-1  |
| CasateseRogoredo    | 0-0  | 0-0  | 3-3  | 3-1  | –––– | 4-3  | 1-1  | 1-1  | 1-4  | 1-1  | 2-2  | 1-1  | 4-1  | 3-2  | 0-2  | 1-1  |
| Cisanese            | 3-2  | 3-3  | 1-2  | 0-0  | 2-2  | –––– | 1-0  | 2-1  | 0-0  | 1-1  | 2-1  | 0-0  | 2-0  | 0-2  | 0-1  | 1-1  |
| Codogno             | 6-3  | 0-2  | 1-0  | 2-2  | 0-2  | 1-4  | –––– | 0-1  | 2-1  | 0-1  | 1-1  | 2-1  | 3-0  | 0-0  | 0-2  | 1-1  |
| Luisiana            | 0-0  | 1-2  | 1-2  | 0-1  | 0-2  | 0-0  | 1-0  | –––– | 1-1  | 0-3  | 3-1  | 0-2  | 1-0  | 1-2  | 3-3  | 3-0  |
| Mapello             | 3-3  | 1-1  | 1-2  | 0-0  | 0-0  | 0-3  | 1-1  | 1-1  | –––– | 1-2  | 1-4  | 1-1  | 1-2  | 2-3  | 1-1  | 1-3  |
| NibionnOggiono      | 3-1  | 5-1  | 6-0  | 1-0  | 1-1  | 3-0  | 3-1  | 1-2  | 5-1  | –––– | 2-0  | 2-0  | 9-0  | 1-1  | 1-0  | 3-0  |
| Offanenghese        | 1-1  | 4-3  | 2-0  | 2-0  | 1-1  | 2-0  | 2-0  | 1-0  | 4-1  | 2-2  | –––– | 1-1  | 4-1  | 2-0  | 1-0  | 1-0  |
| Pontelambrese       | 0-3  | 5-3  | 5-1  | 1-1  | 2-0  | 2-0  | 2-2  | 2-1  | 2-0  | 0-0  | 1-3  | –––– | 2-0  | 1-3  | 1-2  | 0-2  |
| Sancolombano        | 3-1  | 1-5  | 0-2  | 0-1  | 0-3  | 1-1  | 0-1  | 0-1  | 1-1  | 0-1  | 0-1  | 0-0  | –––– | 1-2  | 1-3  | 1-2  |
| Tritium             | 2-0  | 2-1  | 5-0  | 2-2  | 0-0  | 2-3  | 1-0  | 0-0  | 2-1  | 2-1  | 0-1  | 2-1  | 5-0  | –––– | 0-0  | 1-2  |
| Vimercatese Oreno   | 1-1  | 2-0  | 2-2  | 1-0  | 1-2  | 1-1  | 2-1  | 0-1  | 3-4  | 0-6  | 2-1  | 2-3  | 0-0  | 1-0  | –––– | 1-3  |
| Zingonia Verdellino | 1-2  | 0-0  | 2-2  | 1-1  | 4-1  | 1-1  | 1-2  | 2-1  | 1-0  | 1-2  | 3-2  | 2-1  | 2-0  | 0-1  | 5-2  | –––– |

### Spareggi

#### Play-off
|  | Semifinali | Semifinali   | Semifinali |              |   | Finale | Finale | Finale |  |
|  |            |              |            |              |   |        |        |        |  |
|  | 2          | Tritium      |            |              |   |        |        |        |  |
|  | 2          | Tritium      |            |              |   |        |        |        |  |
|  |            |              |            |              |   |        |        |        |  |
|  |            | 2            | Tritium    | 1            |   |        |        |        |  |
|  |            |              |            | 1            |   |        |        |        |  |
|  |            |              | 3          | Offanenghese | 0 |        |        |        |  |
|  | 3          | Offanenghese | 3          | Offanenghese | 0 |        |        |        |  |
|  | 3          | Offanenghese |            |              |   |        |        |        |  |
|  |            |              |            |              |   |        |        |        |  |

##### Finale
|         | Risultati |              | Luogo e data                     |
| ------- | --------- | ------------ | -------------------------------- |
| Tritium | 1-0       | Offanenghese | Trezzo sull'Adda, 11 maggio 2019 |

#### Spareggio 14º posto
|         | Risultati     |            | Luogo e data             |
| ------- | ------------- | ---------- | ------------------------ |
| Mapello | 3-3 (4-2 dcr) | Arcellasco | Vimercate, 1 maggio 2019 |

#### Play-out
|         | Risultati |         | Luogo e data                       |
| ------- | --------- | ------- | ---------------------------------- |
| Mapello | 3-1       | Caprino | Mapello, 5 maggio 2019             |
| Caprino | 0-4       | Mapello | Caprino Bergamasco, 12 maggio 2019 |

## Girone C

### Squadre partecipanti
| Club                           | Città                               | Stadio                                | Stagione precedente |
| ------------------------------ | ----------------------------------- | ------------------------------------- | ------------------- |
| AlbinoGandino S.S.D. s.r.l.    | Albino e Gandino (BG)               | C.S. Comunale Falco (Albino)          | 6ª in Eccellenza/B  |
| U.S. Bedizzolese               | Bedizzole (BS)                      | Stadio Gian Pietro Siboni             | 4ª in Eccellenza/C  |
| U.S.D. Breno                   | Breno (BS)                          | Stadio Carlo e Filippo Tassara        | 6ª in Eccellenza/C  |
| A.S.D. Calcio Brusaporto       | Brusaporto (BG)                     | C.S. Comunale                         | 5ª in Eccellenza/C  |
| A.S.D. Calcio Romanese         | Calcio e Romano di Lombardia (BG)   | Stadio Comunale (Romano di Lombardia) | 19ª in Serie D/B    |
| F.C.D. Casazza                 | Casazza (BG)                        | C.S. Comunale                         | 11ª in Promozione/C |
| A.S.D. CazzagoBornato Calcio   | Bornato di Cazzago San Martino (BS) | C.S. Comunale                         | 10ª in Eccellenza/C |
| A.S.D. Calcio Ghedi            | Ghedi (BS)                          | C.S. Olimpia                          | 12ª in Eccellenza/C |
| U.S. Governolese               | Governolo di Roncoferraro (MN)      | Stadio Pietro Vicini                  | 8ª in Eccellenza/C  |
| A.S.D. Orceana Calcio          | Orzinuovi (BS)                      | Stadio Comunale                       | 11ª in Eccellenza/C |
| SSDCO Orsa Iseo Intramedia     | Iseo (BS)                           | Stadio Giuseppe De Rossi              | 13ª in Eccellenza/C |
| C.P.C. San Lazzaro             | Mantova (Borgo Chiesanuova)         | C.S. Comunale                         | 1ª in Promozione/D  |
| A.S.D. Telgate S.I.R.Met       | Telgate (BG)                        | C.S. Comunale                         | 1ª in Promozione/C  |
| A.S.D. G.S. Vertovese          | Vertova (BG)                        | C.S. Antonino Tognella                | 3ª in Promozione/C  |
| A.S.D. Virtus Garda Grumellese | Grumello del Monte (BG)             | Stadio Luciano Libico                 | 17ª in Serie D/B    |
| U.S. Vobarno                   | Vobarno (BS)                        | C.S. Comunale                         | 7ª in Eccellenza/C  |

### Classifica finale
|       | Pos. | Squadra         | Pt | G  | V  | N  | P  | GF | GS | DR  |
| ----- | ---- | --------------- | -- | -- | -- | -- | -- | -- | -- | --- |
|       | 1.   | Brusaporto      | 64 | 30 | 20 | 4  | 6  | 53 | 19 | +34 |
|       | 2.   | Vertovese       | 60 | 30 | 18 | 6  | 6  | 44 | 25 | +19 |
| [ 7 ] | 3.   | Breno           | 59 | 30 | 17 | 8  | 5  | 49 | 31 | +18 |
|       | 4.   | Bedizzolese     | 59 | 30 | 18 | 5  | 7  | 49 | 34 | +15 |
|       | 5.   | Telgate         | 54 | 30 | 15 | 9  | 6  | 45 | 20 | +25 |
|       | 6.   | Governolese     | 50 | 30 | 16 | 2  | 12 | 44 | 41 | +3  |
|       | 7.   | CazzagoBornato  | 48 | 30 | 12 | 12 | 6  | 49 | 37 | +12 |
|       | 8.   | AlbinoGandino   | 47 | 30 | 14 | 5  | 11 | 51 | 37 | +14 |
|       | 9.   | Grumellese      | 37 | 30 | 10 | 7  | 13 | 46 | 51 | -5  |
|       | 10.  | Vobarno         | 35 | 30 | 8  | 11 | 11 | 35 | 41 | -6  |
|       | 11.  | Ghedi           | 34 | 30 | 8  | 10 | 12 | 32 | 39 | -7  |
|       | 12.  | Calcio Romanese | 27 | 30 | 6  | 9  | 15 | 26 | 48 | -22 |
|       | 13.  | San Lazzaro     | 26 | 30 | 6  | 8  | 16 | 30 | 48 | -18 |
|       | 14.  | Orceana         | 23 | 30 | 4  | 11 | 15 | 28 | 52 | -24 |
|       | 15.  | Casazza         | 23 | 30 | 5  | 8  | 17 | 18 | 38 | -20 |
|       | 16.  | Orsa Iseo       | 14 | 30 | 3  | 5  | 22 | 33 | 71 | -38 |

Legenda:
      Promossa in Serie D.
      Ammessa ai play-off nazionali.
 Ai play-off o ai play-out.
      Retrocessa in Promozione.
Note:
Tre punti a vittoria, uno a pareggio, zero a sconfitta.
In caso di arrivo di due o più squadre a pari punti, la graduatoria verrà stilata secondo la classifica avulsa tra le squadre interessate che prevede, in ordine, i seguenti criteri:
- Punti negli scontri diretti
- Differenza reti negli scontri diretti
- Differenza reti generale
- Reti realizzate in generale
- Sorteggio

### Risultati

#### Tabellone
|                 | ALB  | BED  | BRE  | BRU  | CAL  | CAS  | CAZ  | GHE  | GOV  | ORC  | ORS  | SAN  | TEL  | VER  | VGG  | VOB  |
| --------------- | ---- | ---- | ---- | ---- | ---- | ---- | ---- | ---- | ---- | ---- | ---- | ---- | ---- | ---- | ---- | ---- |
| AlbinoGandino   | –––– | 1-1  | 1-3  | 0-1  | 2-1  | 3-1  | 0-0  | 1-0  | 7-2  | 3-3  | 4-1  | 1-0  | 0-3  | 1-2  | 3-0  | 2-1  |
| Bedizzolese     | 3-2  | –––– | 1-2  | 0-2  | 4-1  | 2-2  | 3-1  | 2-0  | 2-0  | 2-1  | 2-2  | 1-1  | 0-2  | 1-1  | 0-2  | 2-0  |
| Breno           | 2-1  | 1-2  | –––– | 2-1  | 2-1  | 1-0  | 1-1  | 0-0  | 2-1  | 1-1  | 1-0  | 2-0  | 1-0  | 1-2  | 2-1  | 0-1  |
| Brusaporto      | 2-0  | 0-1  | 2-1  | –––– | 2-2  | 0-1  | 2-2  | 2-0  | 2-0  | 3-0  | 1-0  | 2-0  | 0-2  | 2-1  | 2-0  | 3-0  |
| Calcio Romanese | 0-4  | 2-1  | 1-4  | 0-5  | –––– | 0-0  | 0-1  | 1-1  | 1-2  | 1-0  | 1-0  | 1-0  | 0-0  | 1-2  | 2-2  | 0-0  |
| Casazza         | 1-0  | 0-1  | 0-1  | 0-1  | 3-1  | –––– | 1-3  | 1-1  | 1-2  | 0-1  | 1-1  | 1-0  | 1-1  | 0-1  | 0-4  | 1-1  |
| CazzagoBornato  | 0-0  | 1-2  | 4-3  | 0-2  | 2-2  | 1-0  | –––– | 3-1  | 3-4  | 2-0  | 1-0  | 3-1  | 0-0  | 3-0  | 1-1  | 0-0  |
| Ghedi           | 1-1  | 2-3  | 1-2  | 0-1  | 1-0  | 2-0  | 3-0  | –––– | 0-1  | 2-1  | 2-2  | 2-1  | 0-2  | 0-1  | 3-3  | 3-2  |
| Governolese     | 0-1  | 1-2  | 2-3  | 2-1  | 2-0  | 1-0  | 1-3  | 0-0  | –––– | 1-0  | 3-1  | 3-0  | 2-0  | 1-2  | 4-0  | 3-2  |
| Orceana         | 0-4  | 0-3  | 1-1  | 0-3  | 1-3  | 0-0  | 2-2  | 0-0  | 1-2  | –––– | 3-2  | 2-2  | 0-2  | 0-1  | 2-2  | 2-0  |
| Orsa Iseo       | 3-4  | 0-3  | 3-4  | 0-4  | 0-2  | 2-0  | 2-6  | 1-3  | 0-1  | 2-2  | –––– | 3-0  | 0-1  | 0-1  | 1-2  | 0-4  |
| San Lazzaro     | 1-0  | 4-1  | 1-1  | 0-2  | 1-1  | 1-0  | 1-1  | 2-1  | 0-0  | 3-0  | 2-3  | –––– | 0-2  | 1-2  | 0-1  | 1-1  |
| Telgate         | 1-0  | 1-2  | 0-0  | 1-2  | 3-0  | 2-0  | 1-1  | 0-0  | 3-0  | 0-0  | 6-1  | 2-3  | –––– | 0-0  | 2-1  | 3-0  |
| Vertovese       | 0-1  | 0-1  | 1-1  | 1-1  | 0-0  | 3-0  | 1-0  | 4-0  | 2-1  | 2-1  | 4-2  | 2-0  | 0-2  | –––– | 3-1  | 1-2  |
| Virtus Garda    | 3-4  | 2-0  | 0-3  | 2-1  | 1-0  | 0-0  | 1-2  | 2-3  | 1-2  | 1-1  | 1-1  | 5-2  | 4-1  | 0-3  | –––– | 2-3  |
| Vobarno         | 1-0  | 0-1  | 1-1  | 1-1  | 2-1  | 1-3  | 2-2  | 0-0  | 1-0  | 2-3  | 2-0  | 2-2  | 2-2  | 1-1  | 0-1  | –––– |

### Spareggi

#### Play-off
|  | Semifinali | Semifinali  | Semifinali |       |   | Finale    | Finale | Finale |  |
|  |            |             |            |       |   |           |        |        |  |
|  | 2          | Vertovese   | 1          |       |   |           |        |        |  |
|  | 2          | Vertovese   | 1          |       |   |           |        |        |  |
|  | 5          | Telgate     | 0          |       |   |           |        |        |  |
|  | 5          | Telgate     | 0          |       | 2 | Vertovese | 1      |        |  |
|  |            |             |            |       | 2 | Vertovese | 1      |        |  |
|  |            |             | 3          | Breno | 2 |           |        |        |  |
|  | 3          | Breno       | 3          | Breno | 2 | 0         |        |        |  |
|  | 3          | Breno       |            |       |   |           |        |        |  |
|  | 4          | Bedizzolese | 0          |       |   |           |        |        |  |

##### Semifinali
|           | Risultati |             | Luogo e data           |
| --------- | --------- | ----------- | ---------------------- |
| Vertovese | 1-0       | Telgate     | Vertova, 4 maggio 2019 |
| Breno     | 0-0       | Bedizzolese | Breno, 4 maggio 2019   |

##### Finale
|           | Risultati |       | Luogo e data            |
| --------- | --------- | ----- | ----------------------- |
| Vertovese | 1-2       | Breno | Vertova, 11 maggio 2019 |

#### Play-out
|                 | Risultati |                 | Luogo e data                        |
| --------------- | --------- | --------------- | ----------------------------------- |
| Casazza         | 1-2       | Calcio Romanese | Casazza, 5 maggio 2019              |
| Orceana         | 2-1       | San Lazzaro     | Orzinuovi, 5 maggio 2019            |
|                 |           |                 |                                     |
| Calcio Romanese | 2-2       | Casazza         | Romano di Lombardia, 12 maggio 2019 |
| San Lazzaro     | 1-0       | Orceana         | Mantova, 12 maggio 2019             |
|                 |           |                 |                                     |